# Dana Perino
Dana Perino właśc. Dana Marie Perino (ur. 9 maja 1972 w Evanston, Wyoming, USA) – amerykańska polityk, rzecznik prasowy Białego Domu za prezydentury George W. Busha.
Perino urodziła się w Evanston w amerykańskim stanie Wyoming. Następnie mieszkała w Denver w Kolorado. Ukończyła Colorado State University w Pueblo.